# Alexander Hamilton U.S. Custom House
Het Alexander Hamilton U.S. Custom House (oorspronkelijk U.S. Custom House) is een gebouw in New York dat vroeger diende als douanekantoor. Het gebouw staat aan Bowling Green, het beginpunt van Broadway, nabij Battery Park. Tegenwoordig huisvest het gebouw zowel de New Yorkse afdeling van het National Museum of the American Indian als de faillissementsrechtbank van het zuidelijke district van New York.

## Architectuur
Het gebouw werd ontworpen door Cass Gilbert, die later ook het Woolworth Building – dat zichtbaar is vanaf de trap van het Custom House – ontwierp. Het werd gebouwd tussen 1902 en 1907. Het gebouw is een meesterwerk van de beaux-arts-architectuur en werd voorzien van beelden en schilderingen door de bekendste Amerikaanse kunstenaars uit die tijd, zoals Daniel Chester French. Hij ontwierp de vier standbeelden aan de voorzijde van het gebouw die de vier continenten Azië, Amerika, Europa en Afrika voorstellen. Boven de kroonlijst staan standbeelden die de belangrijke zeevarende naties voorstellen en die de handel van Amerika verbeelden als een moderne erfgenaam van de handel van de Feniciërs.
In 1976 werd het gebouw aangewezen als National Historic Landmark.
Het gebouw staat op dezelfde locatie als waar eens Fort Amsterdam stond, het fort dat de grondslag vormde voor Nieuw Amsterdam en indirect voor de stad New York.

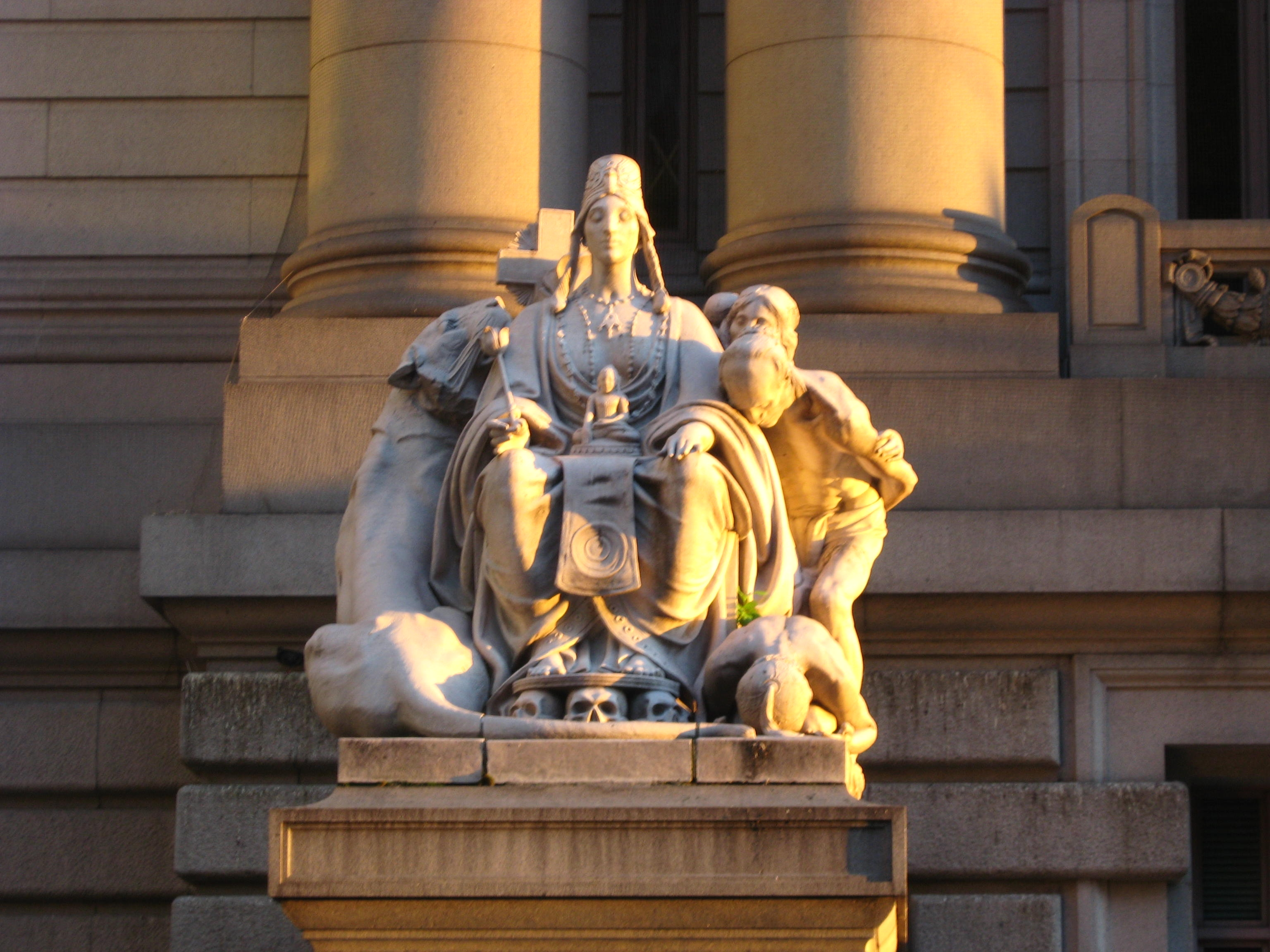
Azië
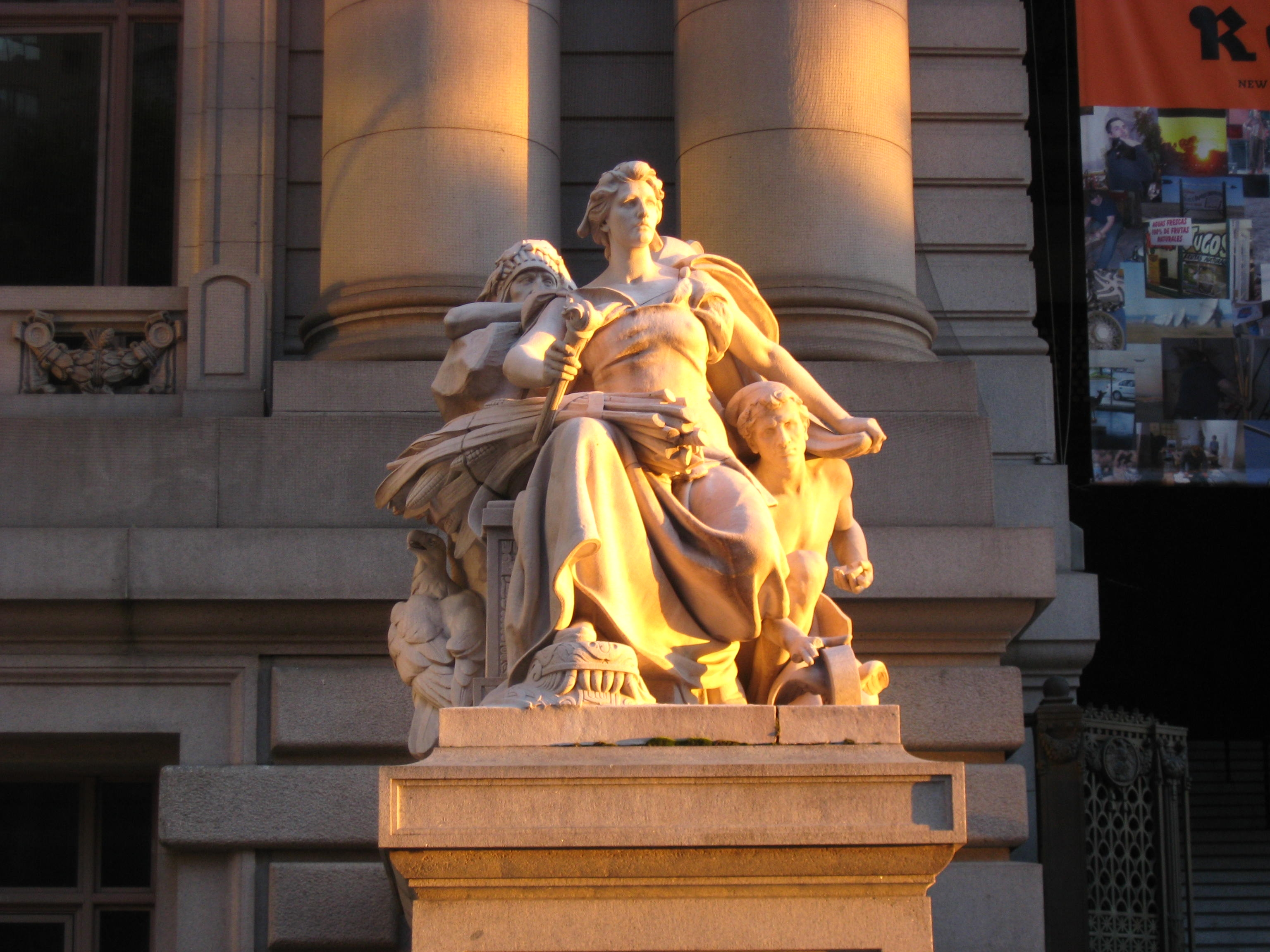
Amerika
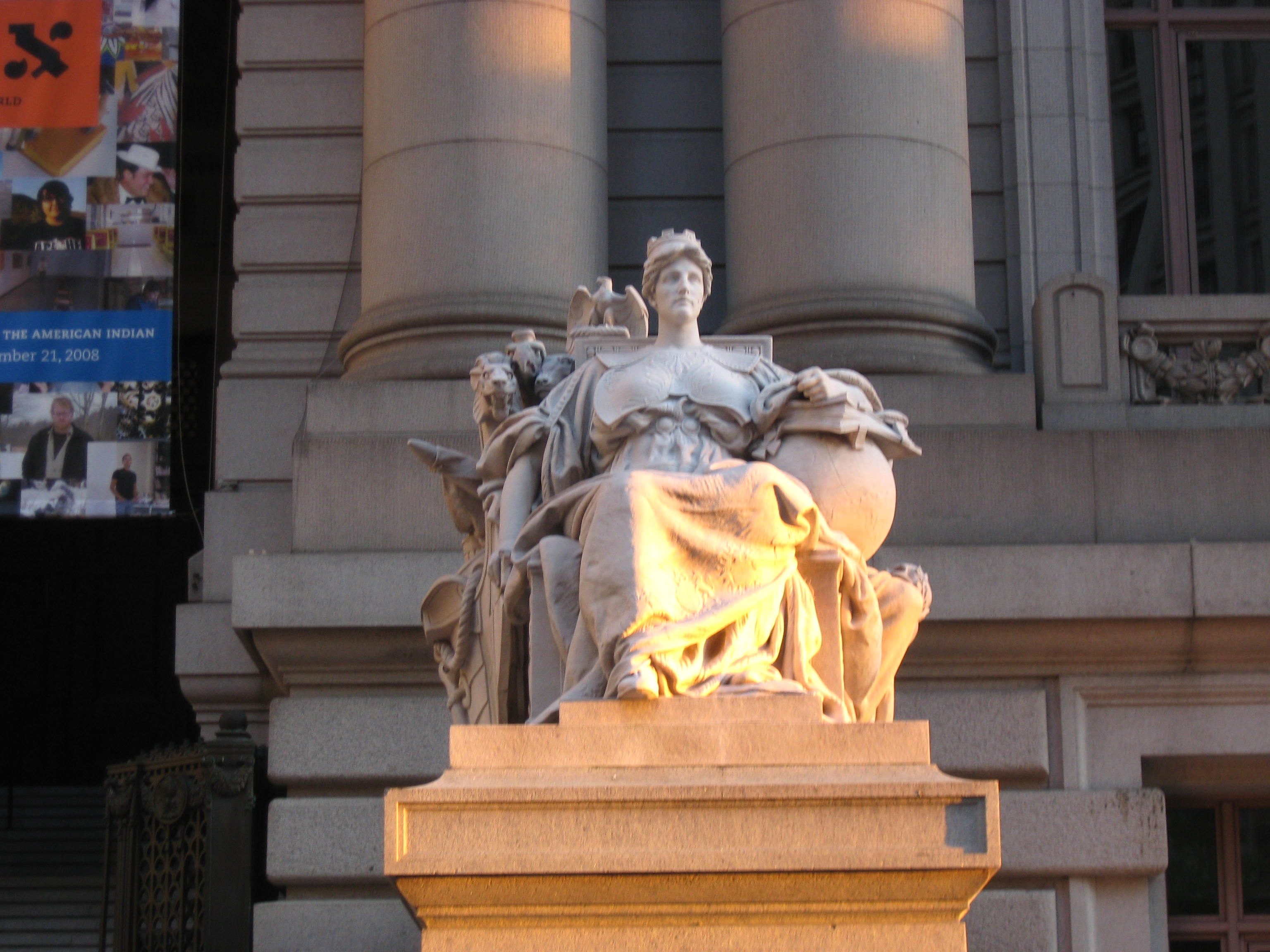
Europa
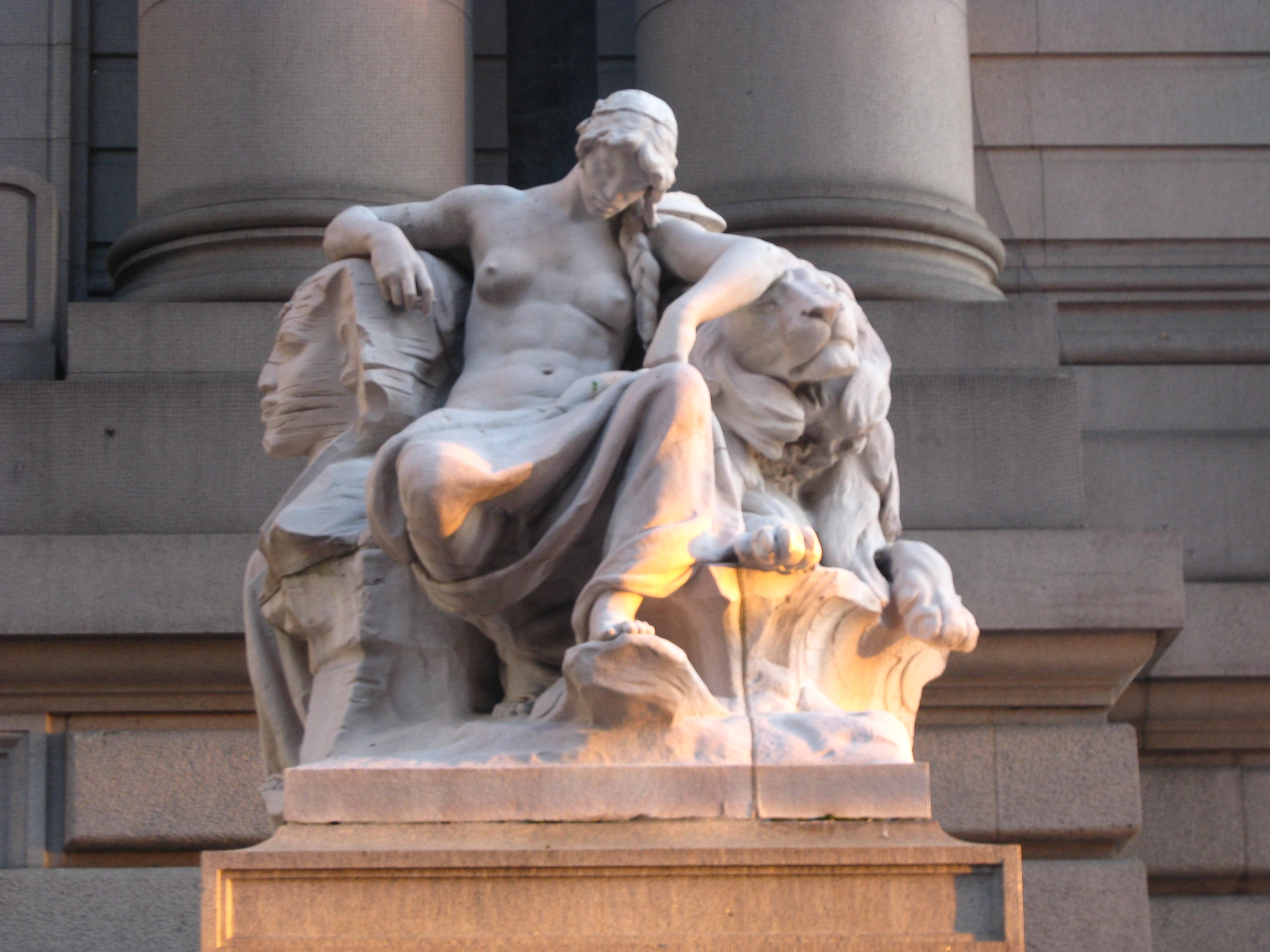
Afrika
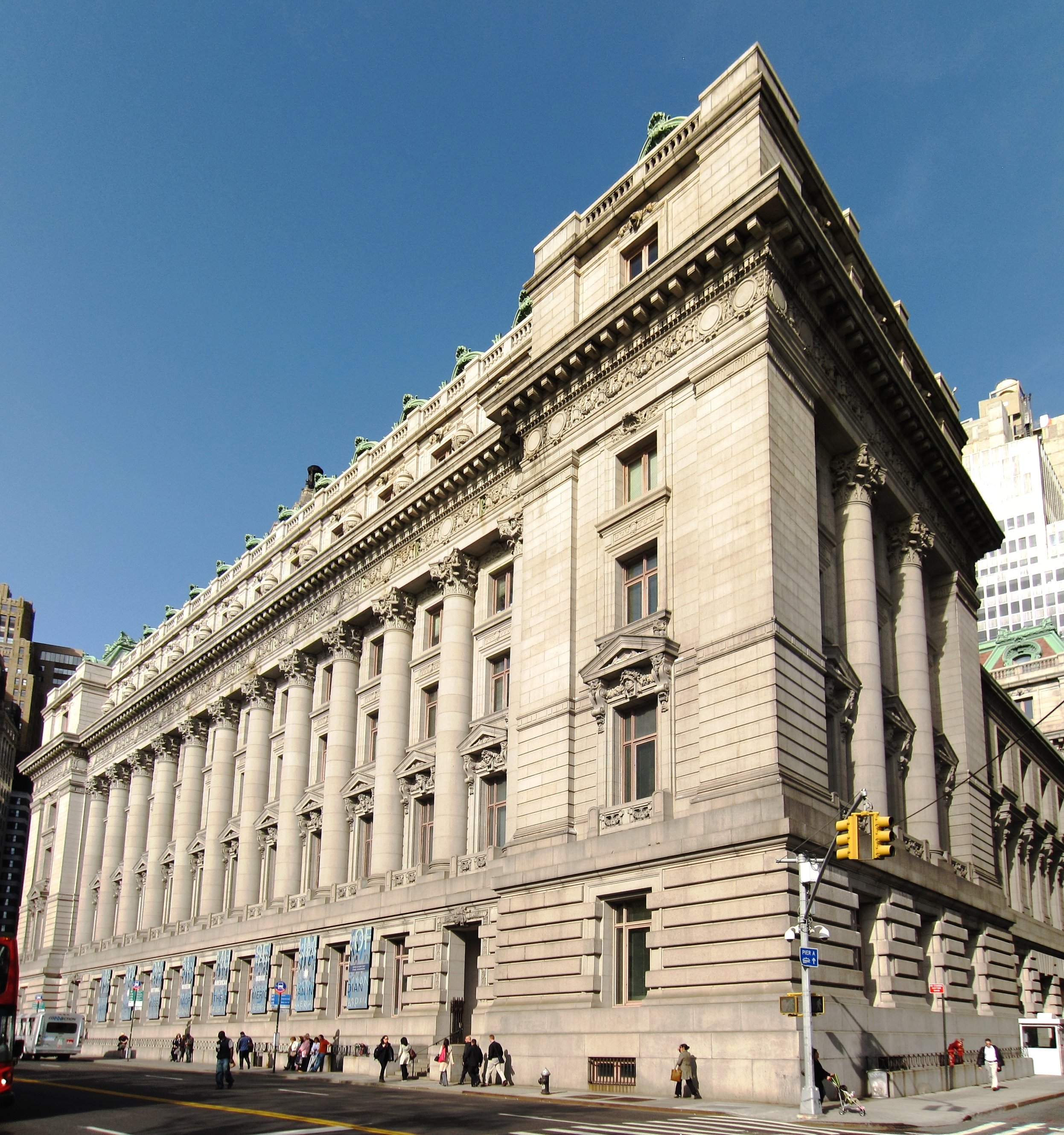
De gevel aan het Battery Park
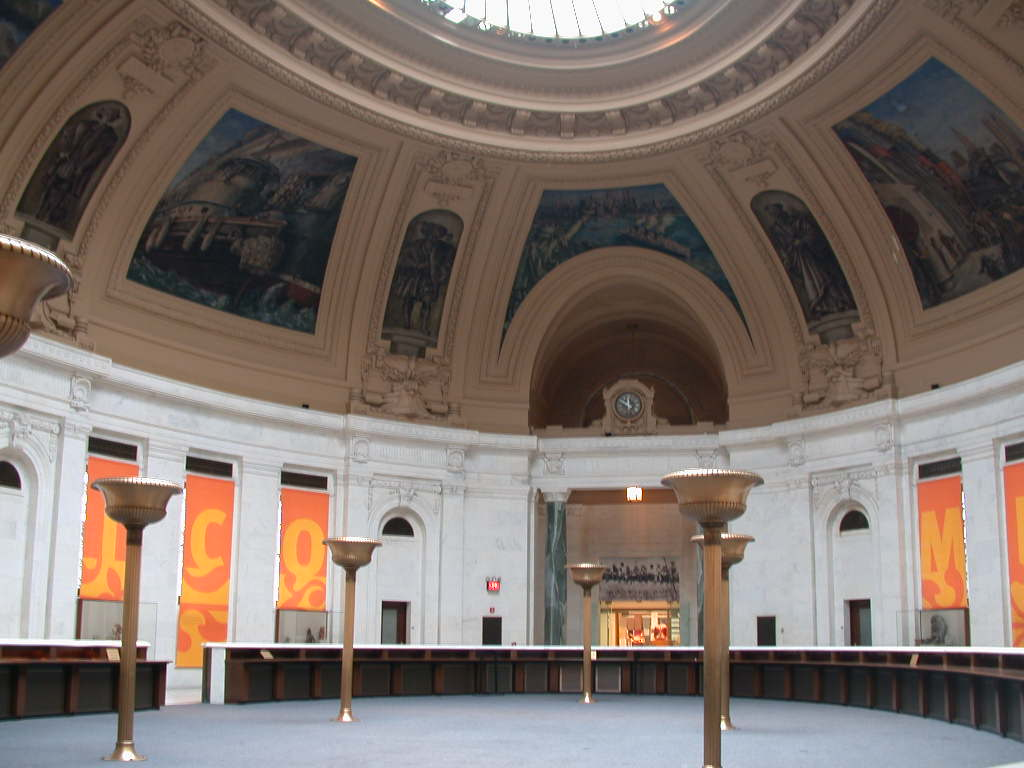
De koepelhal